# Crophius angustatus
Crophius angustatus är en insektsart som beskrevs av Van Duzee 1910. Crophius angustatus ingår i släktet Crophius och familjen Oxycarenidae. Inga underarter finns listade i Catalogue of Life.